# Sarai Núñez Cerón
Sarai Núñez Cerón (17 de abril de 1979) es una política mexicana, miembro del Partido Acción Nacional (PAN). Fue diputada federal a partir de 2018 y reelegida en el cargo de 2021 a 2024.

## Biografía
Es licenciada en Ciencia Política por la Universidad de Trent en Canadá y maestra en Estudios Comparativos de Política por la Escuela de Economía de Londres; también cuenta con una carrera técnica como Asociado en Artes/Relaciones Exteriores.
De 2004 a 2005 fue directora de la Unidad de Acceso a la Información Pública de Celaya, Guanajuato. En 2005 se integró como militante del PAN y de 2006 a 2009 fue regidora del Ayuntamiento de Celaya presidido por Gerardo Hernández Gutiérrez. De 2010 a 2012 fue subdirectora de Desarrollo Económico en el Ayuntamiento que presidió Rubí Laura López Silva.
De 2012 a 2015 fue asesora en el Senado de la República y de 2015 a 2018 fue directora del DIF del ayuntamiento de Celaya que encabezó Ramón Lemus Muñoz Ledo. Paralelamente fue directora de Afiliación del comité municipal del PAN e integrante de su comisión permanente.
En 2018 fue postulada candidata del PAN a diputada federal por el Distrito 12 de Guanajuato, siendo elegida por la LXIV Legislatura de ese año a 2021. En la Cámara de Diputados fue secretaria de la comisión de Relaciones Exteriores; e integrante de las comisiones de Cultura y Cinematografía; de Deporte; y, de Economía, Comercio y Competitividad.
En 2021 fue postulada a la reelección del mismo cargo por el mismo distrito, para cuya campaña se separó de la diputación mediante licencia entre el 4 de abril y el 11 de junio de 2021. Ganadora en el proceso electoral de 2021, asumió su segundo periodo como diputada por el distrito 12 a la LXV Legislatura, siendo en la Cámara de Diputados secretaria de la comisión de Relaciones Exteriores; e integrante de las comisiones de Defensa Nacional; y, de Economía Social y Fomento del Cooperativismo. Además, a partir del 1 de septiembre de 2022 es secretaria de la Mesa Directiva.